# Apodêmio (agente nos assuntos)
Apodêmio (em latim: Apodemius; m. 361) foi um oficial romano do século VI, ativo durante o reinado do Imperador Constâncio II (r. 337–361). Amiano Marcelino descreveu-o como "o principal promotor de motins inflamados" e "inimigo inveterado e amargo de todo patriota".

## Vida
Apodêmio aparece pela primeira vez entre 354-355, quando serviu como agente nos assuntos. Em 354, ele e Barbácio encontraram o césar Constâncio Galo em Petóvio, e depois, ele, Sereniano e Pentádio executaram-o próximo de Pola. Apodêmio foi o primeiro a relatar o episódio a Constâncio em Mediolano. Em 355, foi enviado à Gália de Mediolano por Arbício para convocar Silvano, mas falhou em fazê-lo, e em vez disso espalhou na Gália que Silvano já estava condenado. Apodêmio se aposentou ca. 361, quando o Tribunal da Calcedônia condenou-o e ele foi executado.